# SN 1997bv
SN 1997bv – supernowa odkryta 3 kwietnia 1997 roku w galaktyce A093348+0004. W momencie odkrycia miała maksymalną jasność 24,00m.